# Mastník (přítok Vltavy)
Mastník je potok ve Středočeském kraji, pravostranný přítok Vltavy. Jeho celková délka činí 49,5 km a plocha povodí měří 331,5 km².

## Průběh toku
Mastník pramení zhruba 7 km jihovýchodně od města Sedlec-Prčice, u obce Střezimíř v nadmořské výšce 597,6 m. Teče převážně severozápadním směrem. Protéká okolo Heřmaniček; asi po 10 km toku napájí rybník Velký Mastník v nadmořské výšce 457 m.
Přes Kosovu Horu se dostává k Sedlčanům. Zde přibírá Sedlecký potok, který je s délkou 21,3 km jeho nejdelším přítokem. Dále se směr jeho toku stáčí více k severu, protéká obcemi Osečany a Radíč. Pod Radíčí tvoří výrazný zákrut; na ostrohu nad ním stojí zřícenina Hrádek - Kozí hřbet ze 14. století.
Potok se vlévá do Vltavy v nadmořské výšce 271 metrů. Původní tok Mastníku je zde zkrácen zvýšením hladiny Slapskou přehradou; z údolí potoka vznikl zatopením asi 4 km dlouhý úzký záliv. Na ostrohu mezi Vltavou a Mastníkem stávalo keltské oppidum Hrazany a později též středověký hrad Ostromeč, dnes zřícenina.

## Větší přítoky
- levé – Březina, Lovčický potok, Sedlecký potok
- pravé – Jalový potok, Zdebořský potok, Křečovický potok

## Vodní režim
Průměrný průtok Mastníku v Radíči činí 1,26 m³/s.
Hlásný profil:
| místo | říční km | plocha povodí | průměrný průtok (Qa) | stoletá voda (Q100) |
| ----- | -------- | ------------- | -------------------- | ------------------- |
| Radíč | 8,65     | 268,62 km²    | 1,26 m³/s            | 91,7 m³/s           |

## Vodácké akce na Mastníku
Každoročně pro vodáky organizuje skupina nadšenců ze Sedlčan společně s Půjčovnou lodí Samba Velikonoční splutí Mastníku. Termín splutí je vždy na Velikonoční neděli. Nadlepšení vodního stavu, které je nutné pro splutí, zajišťuje pootevření retenční nádrže na Sedleckém potoce těsně nad Sedlčany. Obtížnost Mastníku nepřekračuje stupeň WW1 a splutí je tedy vhodné i pro otevřené kanoe. Začíná se pod sedlčanským mostem v ulici Pod potoky. Splutí je ukončeno na fotbalovém hřišti v Radíči. Celková délka splutí činí 10 km. Mimo oficiální trasu plují někteří vodáci další 4 km do osady Kasárna. Návštěvnost se každoročně počítá ve stovkách účastníků. V roce 2023 se konal 33. ročník splutí.

## Galerie

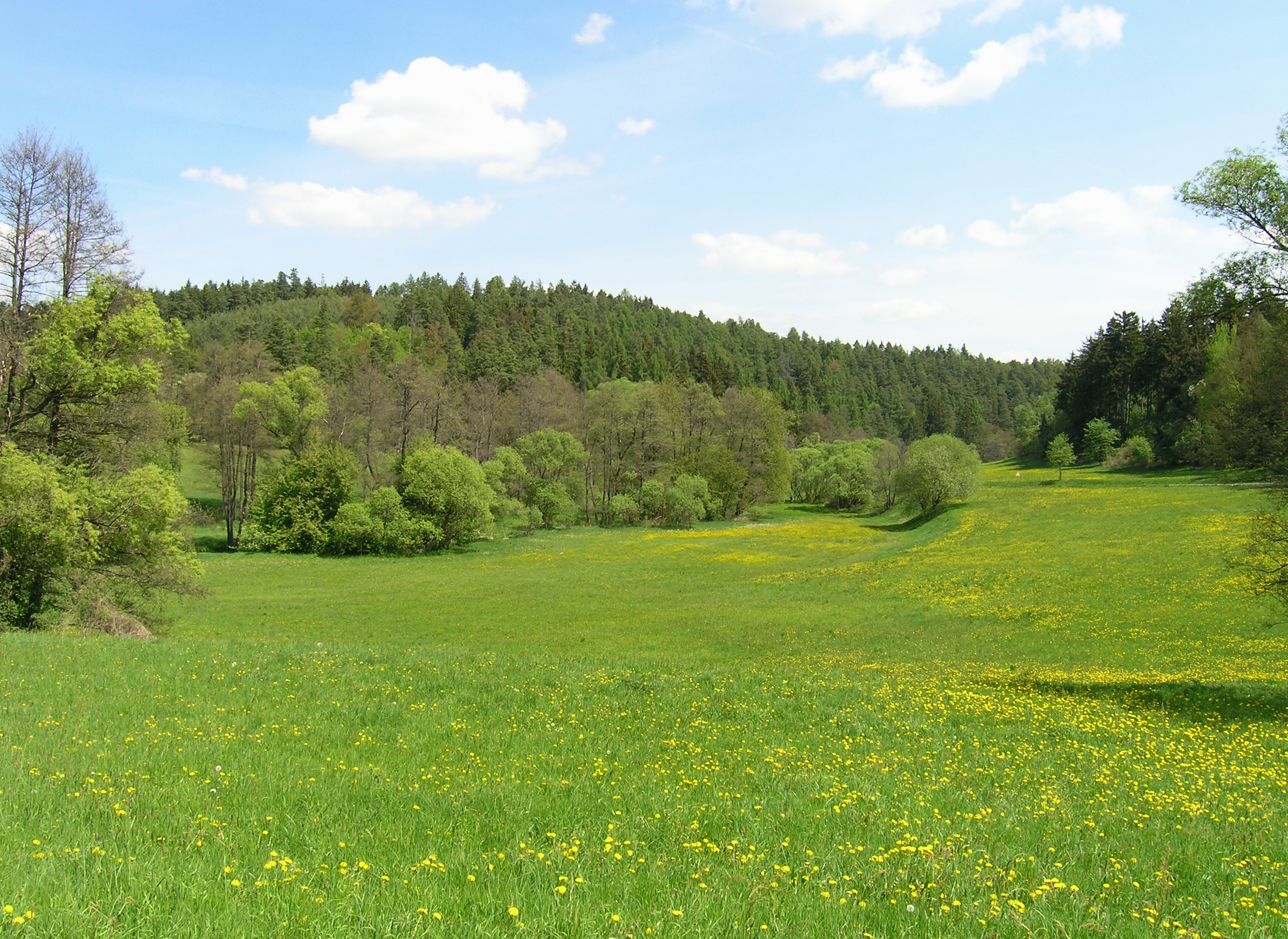
Údolí Mastníku u Křenovic
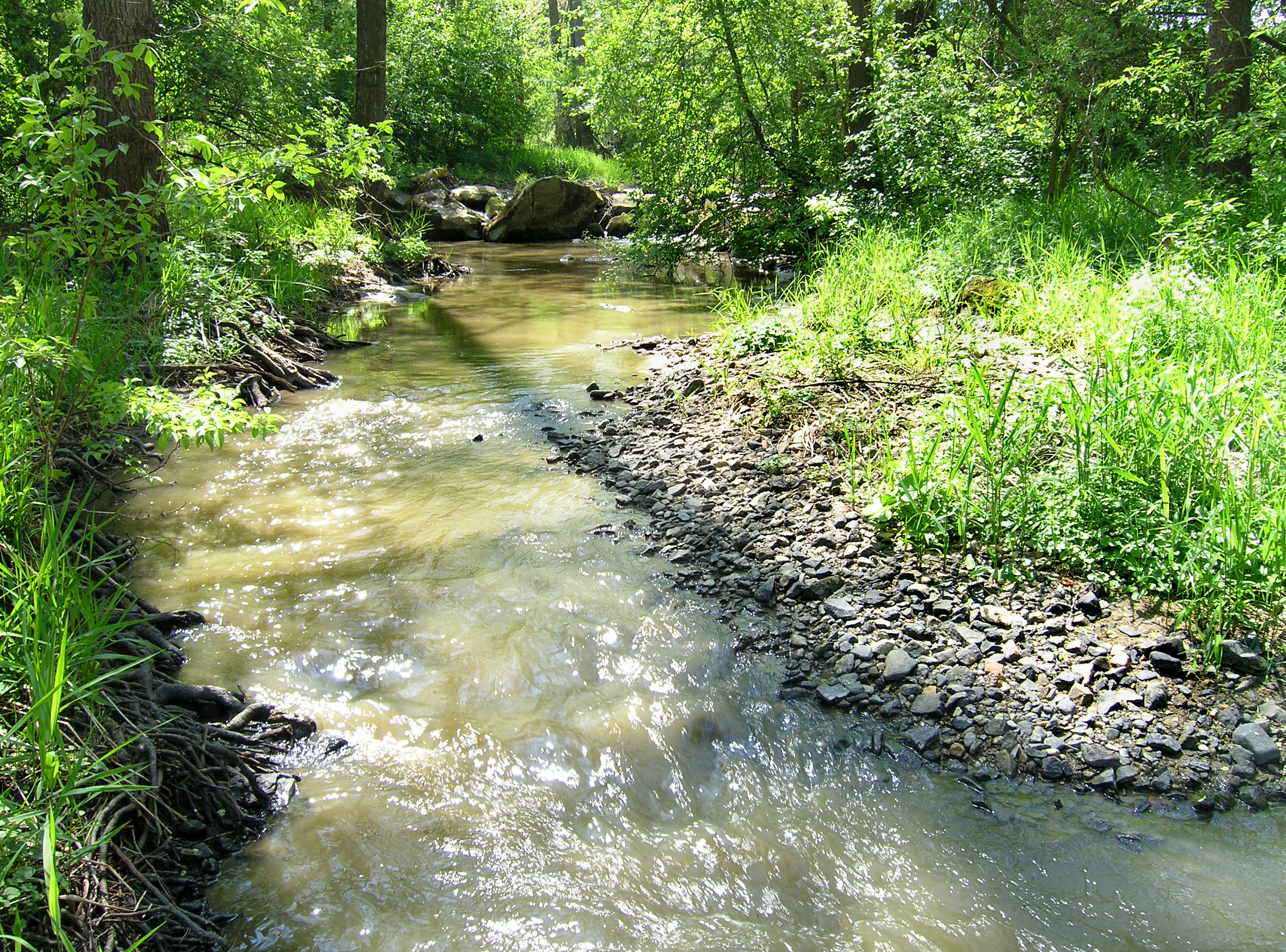
Mastník u Bučovic
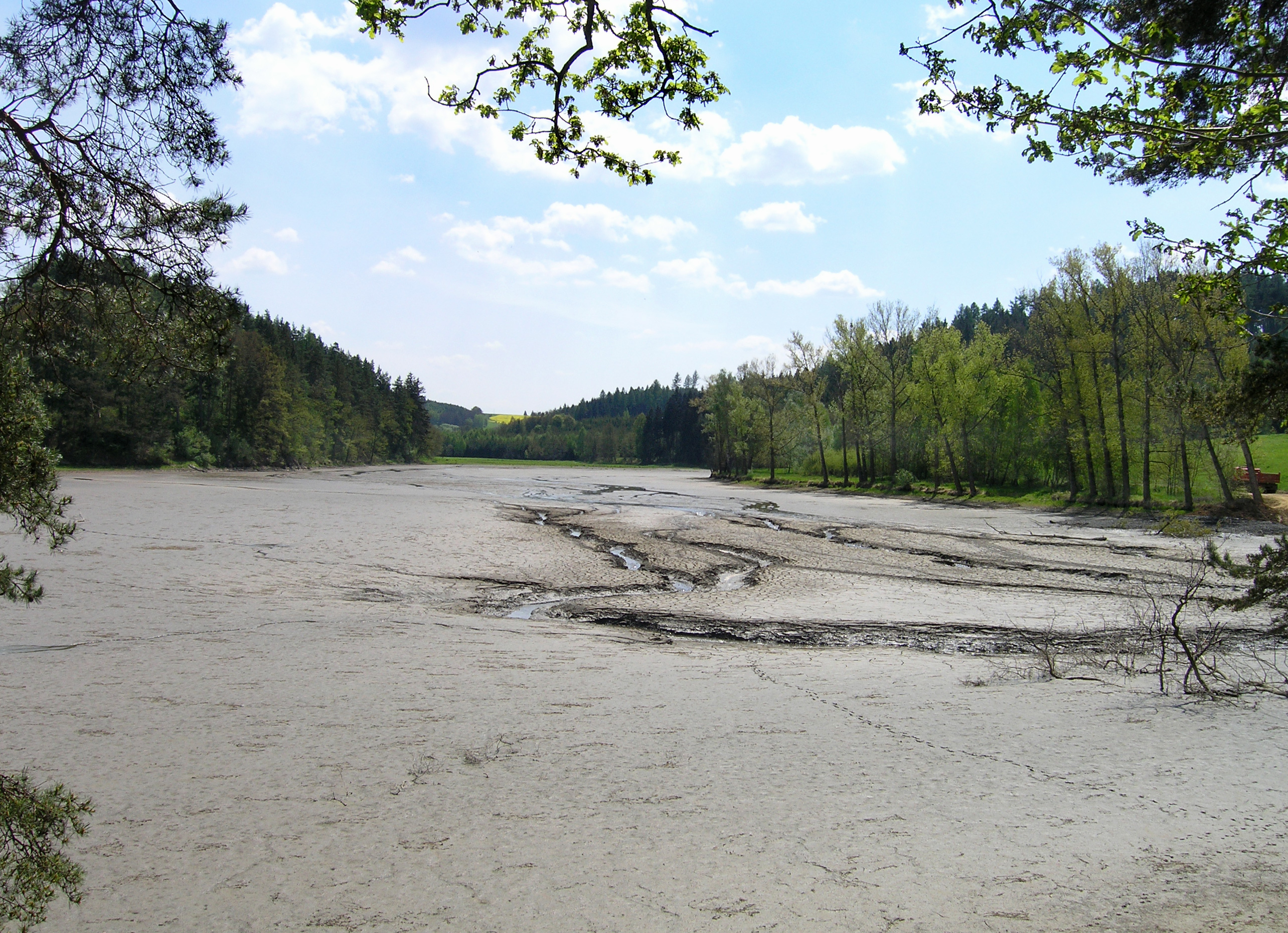
Vypuštěný rybník Velký Mastník na západ od Votic
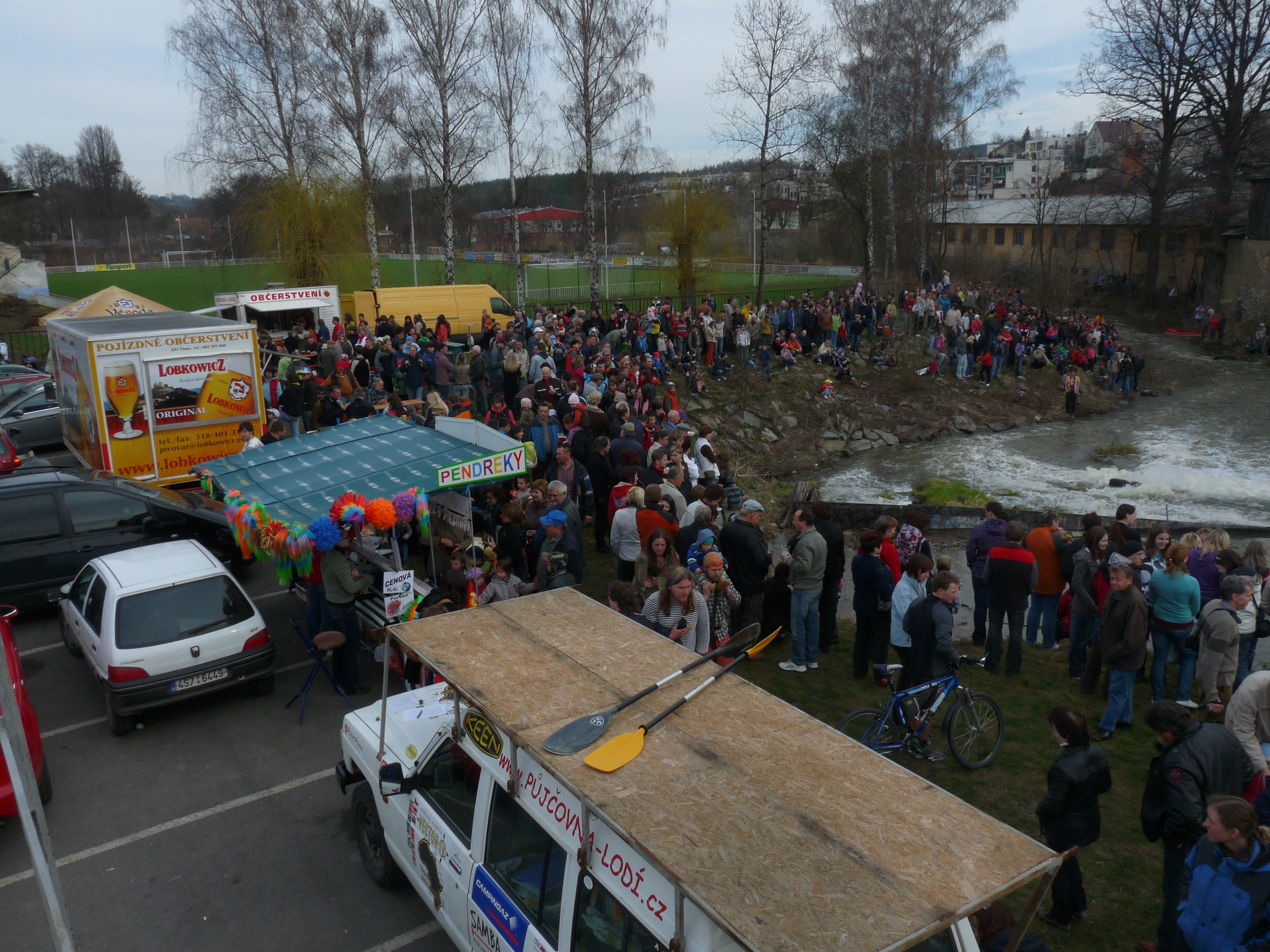
Vodácká akce na potoku Mastník - tlačenice na startu
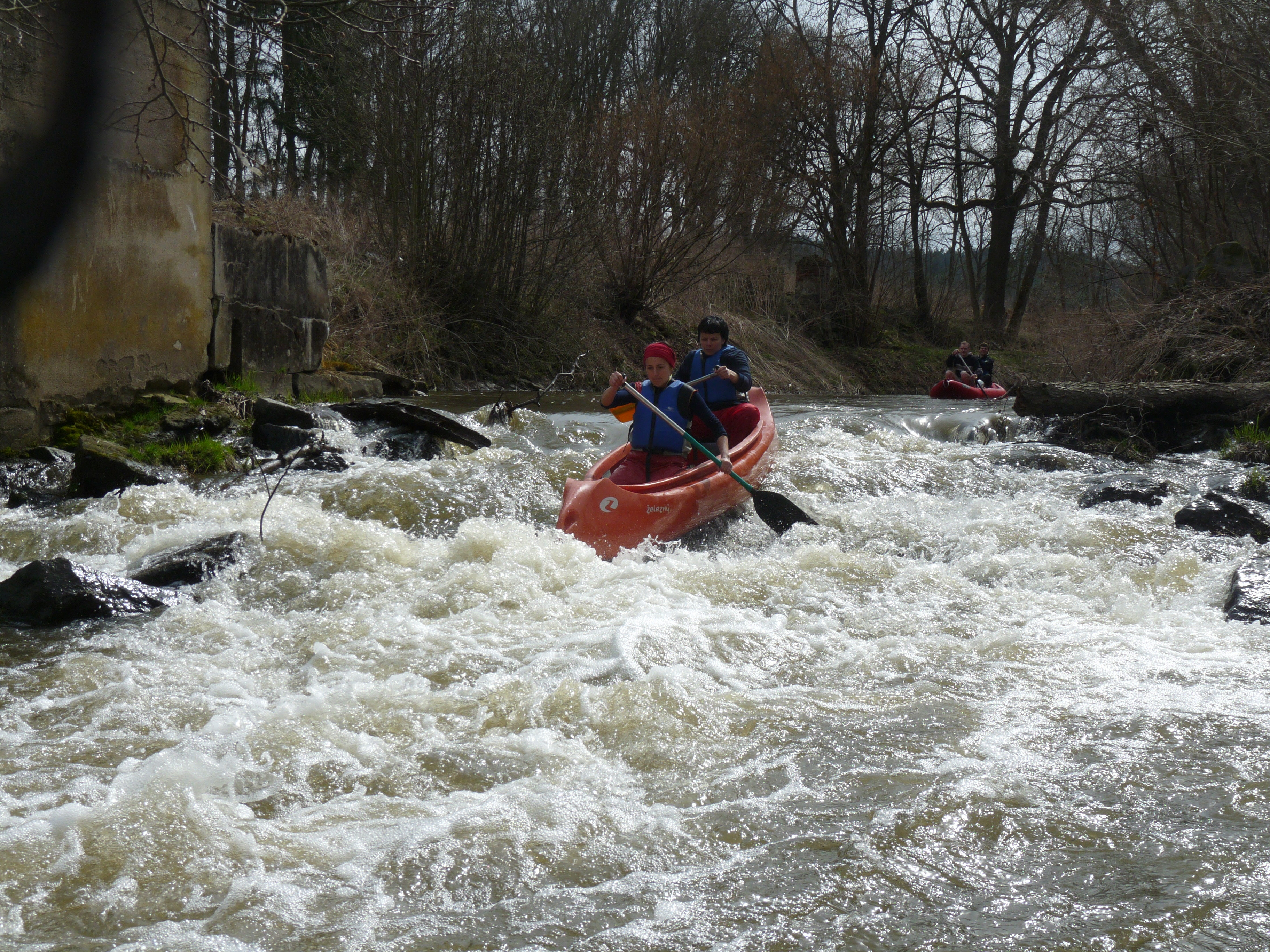
Vodácká akce na potoku Mastník - kanoe v poslední peřejce na sjížděném úseku